# Aspidites melanocephalus
Il pitone dalla testa nera (Aspidites melanocephalus), per il caratteristico colore scuro della testa, è un rettile appartenente alla famiglia dei pitoni, originario dell'Australia. Attualmente non è stata scoperta alcuna sottospecie.

## Nomenclatura
La nomenclatura (Gr. Aspidites "portatore di scudo" melanocephalus "dalla testa nera") si riferisce alle due grandi squame a forma di scudo sulla sommità della testa e alle scaglie scure sul capo e sul collo. Il tipo nomenclaturale dato è "Port Denison Bowen" Queensland, Australia.

## Aspetto
Il pitone dalla testa nera è una particolare specie di serpente, caratterizzata dalla sua evidente testa di un nero molto scuro e dalle strisce (che si aggirano tra le 70 e le 110) di colore bianco e marrone che attraversano tutto il suo corpo, la sua lunghezza si aggira attorno ai 150cm/200cm,ma può arrivare addirittura sino a 350cm.Il peso si aggira tra i 2,7Kg e 6,8Kg.

## Habitat
Questa specie si trova esclusivamente nel nord dell'Australia, escluse le regioni aride. Il pitone dalla testa nera vive prevalentemente negli ambienti umidi/tropicali e in condizioni semi aride.

## Comportamento

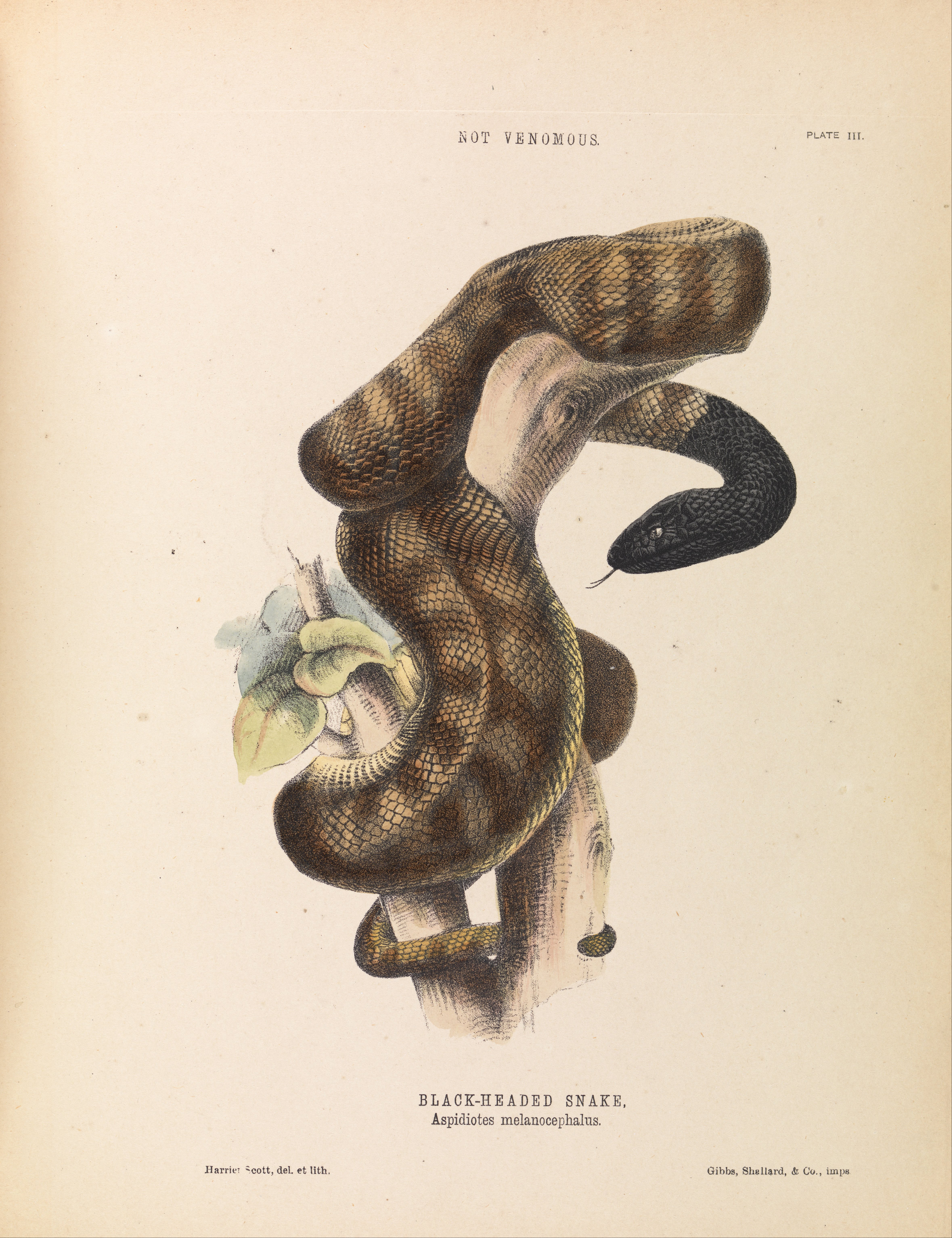
Illustrazione di Aspidiotes melanocephalus di Harriet Morgan, circa 1869

Questi serpenti sono terrestri e si trovano spesso tra rocce e detriti sciolti. È stato scoperto inoltre che sono soliti appartarsi vicino agli alberi di fico durante la stagione della maturazione dei frutti. Così facendo, celati nelle cavità rocciose, non devono neppure tessere un'imboscata per procacciare, visto l'arrivo in massa dei piccoli mammiferi, ghiotti di frutta. Se disturbati emettono un verso molto acuto, ma è improbabile che mordano, a meno che non stiano cacciando. Talvolta attaccano con la bocca chiusa, ma in generale possono essere maneggiati facilmente. Sono inoltre esperti nuotatori, anche se vederli in acqua è un fenomeno raro.

## Riproduzione
Prima della riproduzione si può assistere a delle lotte per il corteggiamento anche mordendosi. Successivamente la riproduzione può durare anche 7 ore, anche se è molto raro assistere a un fenomeno del genere, più comune è invece assistere ad accoppiamenti che durano circa 20 minuti Nelle covate si trovano in media una decina di uova anche se si può assistere a schiuse di ben 18 uova che vengono deposte sotto radici o tronchi d'albero e custodite con cura fino alla dischiusa, la quale avviene 60 giorni dopo la covata.

## Studi
Il pitone dalla testa nera è considerato alla stregua di un fossile vivente. Rispetto a molti altri pitoni infatti presenta divergenze non trascurabili. Innanzitutto la testa non è nettamente separata dal resto del corpo ma forma un continuum con esso. Evidenti sono poi i residui delle zampe, nella parte posteriore del corpo, a simboleggiare un percorso evolutivo oramai abbandonato da tempo. Lo stesso comportamento mite, che caratterizza il pitone dalla testa nera, non si confà ai suoi simili. Ma la differenza più netta con i suoi simili è la totale assenza di termo - recettori, generalmente posti in corrispondenza della cavità orale.